# Pio Augusto, Duque na Baviera
Pio Augusto, Duque na Baviera (em alemão: Pius August Herzog in Bayern Landshut, 1 de agosto de 1786 — Bayreuth, 3 de agosto de 1837) foi um membro da Casa de Wittelsbach e Duque na Baviera.
Pio Augusto foi o terceiro filho de Guilherme, Duque na Baviera, e da princesa Maria Ana do Palatinado-Zweibrücken.
Em 1807 casou-se com a princesa Amélia Luísa de Aremberga. Desta união nasceu um filho: Maximiliano, duque na Baviera e foi, portanto, o avô de Isabel da Áustria-Hungria, também conhecida como Imperatriz "Sissi", e bisavô de Isabel da Baviera, Rainha dos Belgas.